# Enicospilus avestus
Enicospilus avestus là một loài tò vò trong họ Ichneumonidae.